# 西王镇 (全椒县)
西王镇，是中华人民共和国安徽省滁州市全椒县下辖的一个乡镇级行政单位。

## 行政区划
西王镇下辖以下地区：
西王社区、隆兴社区、管坝社区、西王村、东张村、夏集村、隆兴村、罗塘村、华光村、管坝村、龙山村和马塘村。